# Пшелом
Пшелом (пол. Przełom) — село в Польщі, у гміні Мнюв Келецького повіту Свентокшиського воєводства.
Населення — 391 особа (2011).
У 1975-1998 роках село належало до Келецького воєводства.

## Демографія
Демографічна структура на день 31 березня 2011 року:
|          | Загалом | Допрацездатний вік | Працездатний вік | Постпрацездатний вік |
| -------- | ------- | ------------------ | ---------------- | -------------------- |
| Чоловіки | 199     | 47                 | 136              | 16                   |
| Жінки    | 192     | 44                 | 112              | 36                   |
| Разом    | 391     | 91                 | 248              | 52                   |